# Baata
Baata (în arabă بعطة) este o comună din provincia Médéa, Algeria.
Populația comunei este de 856 de locuitori (2008).